# Sapling Cup 2021/22
Der Sapling Cup 2021/22 war die 7. Austragung eines Fußballwettbewerbs in Hongkong. Teilnehmer waren die acht Mannschaften der ersten Liga, der Hong Kong Premier League. Jede Mannschaft muss während eines Spiels mindestens drei Spieler aufstellen, die am oder nach dem 1. Januar 2000 geboren wurden. Es dürfen maximal sechs ausländische Spieler, wobei nicht mehr als fünf ausländische Spieler gleichzeitig auf dem Spielfeld sein durften, aufgestellt sein. Das Turnier begann am 18. September 2021. Titelverteidiger war der Eastern AA.

## Auswirkungen der COVID-19-Pandemie
Am 5. Januar 2022 kündigte die Regierung Hongkongs eine Verschärfung der sozialen Distanzierungsmaßnahmen zwischen dem 7. und 20. Januar an, um den Omicron-Ausbruch unter Kontrolle zu bringen. Öffentliche Freizeiteinrichtungen wie Fußballplätze wurden geschlossen und der Öffentlichkeit war es untersagt, sich in Gruppen von mehr als zwei Personen zu versammeln, was eine Fortsetzung der Saison unmöglich machte. Die Hong Kong Football Association kündigte am selben Tag an, dass man auch alle geplanten Spiele in den folgenden zwei Wochen verschieben werde.
Nachdem die Maßnahmen in den darauffolgenden Wochen mehrmals verlängert wurden, kündigte die Regierung am 22. Februar an, dass sie die Maßnahmen bis zum 20. April verlängern werde, wodurch es nahezu unmöglich sei, die Saison vor Ablauf der meisten Spielerverträge am 31. Mai abzuschließen. Die HKFA hielt am 25. Februar eine Dringlichkeitssitzung mit den Vereinen ab, woraufhin beschlossen wurde, dass der Rest der Saison abgesagt werden würde.

## Tabelle
Stand: Nach Abbruch
| Pl. | Verein               | Sp. | S | U | N | Tore    | Diff. | Punkte |
| --- | -------------------- | --- | - | - | - | ------- | ----- | ------ |
| 1.  | Eastern AA           | 9   | 6 | 3 | 0 | 025:700 | +18   | 21     |
| 2.  | Kitchee SC           | 9   | 6 | 1 | 2 | 021:120 | +9    | 19     |
| 3.  | Southern District FC | 9   | 5 | 3 | 1 | 014:100 | +4    | 18     |
| 4.  | Lee Man FC           | 7   | 5 | 1 | 1 | 016:600 | +10   | 16     |
| 5.  | Hong Kong Rangers FC | 8   | 2 | 2 | 4 | 011:150 | −4    | 08     |
| 6.  | Resources Capital FC | 9   | 1 | 3 | 5 | 012:170 | −5    | 06     |
| 7.  | Hongkong U23 FT      | 7   | 1 | 1 | 5 | 006:210 | −15   | 04     |
| 8.  | Hongkong FC          | 8   | 0 | 0 | 8 | 006:230 | −17   | 0      |

## Ergebnisse
Stand: Nach Abbruch
Die Kreuztabelle stellt die Ergebnisse aller Spiele dieser Saison dar. Die Heimmannschaft ist in der linken Spalte, die Gastmannschaft in der oberen Zeile aufgelistet.
| Sapling Cup          | KIT | EAS | LEE | SOU | RAN | RES | HKF | H23 |
| -------------------- | --- | --- | --- | --- | --- | --- | --- | --- |
| Kitchee SC           |     | 1:1 | :   | 2:0 | 3:2 | 5:2 | :   | :   |
| Eastern AA           | :   |     | :   | :   | 2:0 | 1:1 | 3:1 | 7:0 |
| Lee Man FC           | 3:0 | 1:3 |     | 0:0 | :   | :   | 5:0 | :   |
| Southern District FC | 3:1 | 3:3 | :   |     | 0:0 | 2:1 | :   | 3:2 |
| Hong Kong Rangers FC | 0:3 | :   | 1:2 | :   |     | :   | 3:2 | 2:0 |
| Resources Capital FC | :   | 0:2 | 1:2 | 0:1 | 3:3 |     | 3:0 | :   |
| Hongkong FC          | 0:2 | :   | 1:3 | 1:2 | :   | :   |     | :   |
| Hongkong U23 FT      | 1:4 | 0:3 | :   | :   | :   | 1:1 | 2:1 |     |